# AFC Champions League 2004
AFC Champions League 2004 là phiên bản thứ 23 của giải bóng đá câu lạc bộ cấp cao nhất châu Á và là phiên bản thứ 2 dưới danh hiệu AFC Champions League hiện tại. Al-Ittihad đã vượt qua Seongnam Ilhwa Chunma với tổng tỉ số 6-3 để lên ngôi vô địch.
Al-Ain là đương kim vô địch, nhưng đã bị loại bởi Jeonbuk Hyundai Motors ở tứ kết.

## Thể thức
Vòng bảng
28 câu lạc bộ được chia thành 7 bảng dựa trên khu vực. Các câu lạc bộ Đông Á và Đông Nam Á được xếp vào bảng E đến G, trong khi các câu lạc bộ còn lại được xếp vào bảng A đến D. Mỗi câu lạc bộ thi đấu vòng tròn hai lượt (sân nhà và sân khách) với ba đội còn lại trong bảng, tổng cộng có 6 trận đấu. Các câu lạc bộ nhận được 3 điểm cho một trận thắng, 1 điểm cho một trận hòa, 0 điểm cho một trận thua. Các câu lạc bộ được xếp hạng theo điểm và chỉ số phụ (nếu phải xét đến) theo thứ tự sau:
- Điểm giữa các đội liên quan
- Hiệu số bàn thắng giữa các đội liên quan
- Số bàn thắng giữa các đội liên quan
- Điểm kiếm được trong tất cả các trận đấu bảng
- Hiệu số bàn thắng trong tất cả các trận đấu bảng
- Số bàn thắng trong tất cả các trận đấu bảng

Bảy đội nhất bảng cùng đội đương kim vô địch tiến vào tứ kết.
Vòng đấu loại trực tiếp
8 câu lạc bộ được bốc thăm ngẫu nhiên; tuy nhiên, các câu lạc bộ từ cùng một quốc gia không thể đối đầu với nhau trong vòng tứ kết. Các trận đấu được diễn ra theo thể thức hai lượt (sân nhà và sân khách), và tổng tỉ số quyết định đội thắng trong cặp đấu. Nếu tổng tỉ số giữa hai đội bằng nhau, luật bàn thắng sân khách được áp dụng. Hiệp phụ (trong đó "luật bàn thắng sân khách" vẫn được áp dụng) và loạt sút luân lưu cũng sẽ được áp dụng để xác định đội thắng nếu cần thiết.

## Vòng bảng

### Bảng A
| Đội       | ST | T | H | B | BT | BB | HS | Đ |
| --------- | -- | - | - | - | -- | -- | -- | - |
| Pakhtakor | 4  | 2 | 1 | 1 | 3  | 1  | +2 | 7 |
| Zob Ahan  | 4  | 1 | 2 | 1 | 4  | 5  | −1 | 5 |
| Qatar SC  | 4  | 0 | 3 | 1 | 3  | 4  | −1 | 3 |
| Riffa     | 0  | 0 | 0 | 0 | 0  | 0  | 0  | 0 |

1. ↑  Riffa rút lui vì lí do an ninh; họ đã bị cấm bởi AFC trong hai năm.

| Zob Ahan | 1–0 | Pakhtakor |
| -------- | --- | --------- |
|          |     |           |

| Pakhtakor | 1–0 | Qatar SC |
| --------- | --- | -------- |
|           |     |          |

| Zob Ahan | 3–3 | Qatar SC |
| -------- | --- | -------- |
|          |     |          |

| Qatar SC | 0–0 | Zob Ahan |
| -------- | --- | -------- |
|          |     |          |

| Pakhtakor | 2–0 | Zob Ahan |
| --------- | --- | -------- |
|           |     |          |

| Qatar SC | 0–0 | Pakhtakor |
| -------- | --- | --------- |
|          |     |           |

### Bảng B
| Đội               | ST | T | H | B | BT | BB | HS | Đ |
| ----------------- | -- | - | - | - | -- | -- | -- | - |
| Al-Wahda          | 4  | 1 | 3 | 0 | 3  | 0  | +3 | 6 |
| Al Sadd           | 4  | 1 | 2 | 1 | 1  | 1  | 0  | 5 |
| Al-Quwa Al-Jawiya | 4  | 1 | 1 | 2 | 1  | 4  | −3 | 4 |
| Al Qadisiya       | 0  | 0 | 0 | 0 | 0  | 0  | 0  | 0 |

1. ↑  Vào ngày 20 tháng 4, Sau trận đấu giữa Al-Qadisiya và Al-Sadd, nhân viên an ninh Kuwait đã tấn công các cầu thủ đội khách; Al-Qadisiya bị loại khỏi giải đấu và bị cấm thi đấu trong ba năm. Thành tích của họ sẽ không được tính.

| Al Wahda | 0–0 | Al Sadd |
| -------- | --- | ------- |
|          |     |         |

| Al Sadd | 1–0 | Al Quwa Al Jawiya |
| ------- | --- | ----------------- |
|         |     |                   |

| Al Wahda | 3–0 | Al Quwa Al Jawiya |
| -------- | --- | ----------------- |
|          |     |                   |

| Al Quwa Al Jawiya | 0–0 | Al Wahda |
| ----------------- | --- | -------- |
|                   |     |          |

| Al Sadd | 0–0 | Al Wahda |
| ------- | --- | -------- |
|         |     |          |

| Al Quwa Al Jawiya | 1–0 | Al Sadd |
| ----------------- | --- | ------- |
|                   |     |         |

### Bảng C
| Đội       | ST | T | H | B | BT | BB | HS | Đ  |
| --------- | -- | - | - | - | -- | -- | -- | -- |
| Sharjah   | 4  | 3 | 1 | 0 | 10 | 4  | +6 | 10 |
| Al-Hilal  | 4  | 2 | 1 | 1 | 6  | 6  | 0  | 7  |
| Al-Shurta | 4  | 0 | 0 | 4 | 3  | 9  | −6 | 0  |
| Al-Ahli   | 0  | 0 | 0 | 0 | 0  | 0  | 0  | 0  |

1. ↑  Al-Ahli rút lui khi Hiệp hội bóng đá Bahrain gọi bảy cầu thủ của họ cho đội tuyển quốc gia và Olympic cho các trận đấu vòng loại World Cup và Olympic.[1]

| Sharjah | 2–0 | Al Shurta |
| ------- | --- | --------- |
|         |     |           |

| Al Hilal | 0–0 | Sharjah |
| -------- | --- | ------- |
|          |     |         |

| Al Shurta | 1–2 | Al Hilal |
| --------- | --- | -------- |
|           |     |          |

| Al Hilal | 2–0 | Al Shurta |
| -------- | --- | --------- |
|          |     |           |

| Al Shurta | 2–3 | Sharjah |
| --------- | --- | ------- |
|           |     |         |

| Sharjah | 5–2 | Al Hilal |
| ------- | --- | -------- |
|         |     |          |

### Bảng D
| Đội        | ST | T | H | B | BT | BB | HS  | Đ  |
| ---------- | -- | - | - | - | -- | -- | --- | -- |
| Al-Ittihad | 6  | 4 | 1 | 1 | 14 | 4  | +10 | 13 |
| Sepahan    | 6  | 4 | 1 | 1 | 15 | 10 | +5  | 13 |
| Al-Arabi   | 6  | 2 | 2 | 2 | 8  | 10 | −2  | 8  |
| Neftchi    | 6  | 0 | 0 | 6 | 5  | 18 | −13 | 0  |

| Sepahan | 4–0 | Neftchi |
| ------- | --- | ------- |
|         |     |         |

| Al Ittihad | 2–0 | Al Arabi |
| ---------- | --- | -------- |
|            |     |          |

| Neftchi | 1–3 | Al Ittihad |
| ------- | --- | ---------- |
|         |     |            |

| Al Arabi | 2–2 | Sepahan |
| -------- | --- | ------- |
|          |     |         |

| Sepahan | 3–2 | Al Ittihad |
| ------- | --- | ---------- |
|         |     |            |

| Al Ittihad | 4–0 | Sepahan |
| ---------- | --- | ------- |
|            |     |         |

| Al Arabi | 3–2 | Neftchi |
| -------- | --- | ------- |
|          |     |         |

| Neftchi | 1–3 | Sepahan |
| ------- | --- | ------- |
|         |     |         |

| Al Arabi | 0–0 | Al-Ittihad |
| -------- | --- | ---------- |
|          |     |            |

| Sepahan | 3–1 | Al Arabi |
| ------- | --- | -------- |
|         |     |          |

| Al-Ittihad | 3–0 | Neftchi |
| ---------- | --- | ------- |
|            |     |         |

| Neftchi | 1–2 | Al Arabi |
| ------- | --- | -------- |
|         |     |          |

### Bảng E
| Đội                    | ST | T | H | B | BT | BB | HS  | Đ  |
| ---------------------- | -- | - | - | - | -- | -- | --- | -- |
| Jeonbuk Hyundai Motors | 6  | 4 | 0 | 2 | 14 | 5  | +9  | 12 |
| Jubilo Iwata           | 6  | 4 | 0 | 2 | 14 | 11 | +3  | 12 |
| Thân Hoa Thượng Hải    | 6  | 3 | 0 | 3 | 7  | 9  | −2  | 9  |
| BEC Tero               | 6  | 1 | 0 | 5 | 6  | 16 | −10 | 3  |

| Jeonbuk Hyundai Motors | 1–2 | Jubilo Iwata |
| ---------------------- | --- | ------------ |
|                        |     |              |

| BEC Tero | 4–1 | Thân Hoa Thượng Hải |
| -------- | --- | ------------------- |
|          |     |                     |

| Jubilo Iwata | 3–0 | BEC Tero |
| ------------ | --- | -------- |
|              |     |          |

| Thân Hoa Thượng Hải | 0–1 | Jeonbuk Hyundai Motors |
| ------------------- | --- | ---------------------- |
|                     |     |                        |

| Jubilo Iwata | 2–1 | Thân Hoa Thượng Hải |
| ------------ | --- | ------------------- |
|              |     |                     |

| Jeonbuk Hyundai Motors | 4–0 | BEC Tero |
| ---------------------- | --- | -------- |
|                        |     |          |

| BEC Tero | 0–4 | Jeonbuk Hyundai Motors |
| -------- | --- | ---------------------- |
|          |     |                        |

| Thân Hoa Thượng Hải | 3–2 | Jubilo Iwata |
| ------------------- | --- | ------------ |
|                     |     |              |

| Thân Hoa Thượng Hải | 1–0 | BEC Tero |
| ------------------- | --- | -------- |
|                     |     |          |

| Jubilo Iwata | 2–4 | Jeonbuk Hyundai Motors |
| ------------ | --- | ---------------------- |
|              |     |                        |

| BEC Tero | 2–3 | Jubilo Iwata |
| -------- | --- | ------------ |
|          |     |              |

| Jeonbuk Hyundai Motors | 0–1 | Thân Hoa Thượng Hải |
| ---------------------- | --- | ------------------- |
|                        |     |                     |

### Bảng F
| Đội               | ST | T | H | B | BT | BB | HS | Đ  |
| ----------------- | -- | - | - | - | -- | -- | -- | -- |
| Đại Liên Shide    | 6  | 5 | 0 | 1 | 11 | 5  | +6 | 15 |
| Hoàng Anh Gia Lai | 6  | 2 | 1 | 3 | 10 | 10 | 0  | 7  |
| Krung Thai Bank   | 6  | 2 | 1 | 3 | 8  | 11 | −3 | 7  |
| PSM Makassar      | 6  | 2 | 0 | 4 | 9  | 12 | −3 | 6  |

| Krung Thai | 0–2 | Đại Liên Shide |
| ---------- | --- | -------------- |
|            |     |                |

| Hoàng Anh Gia Lai | 5–1 | PSM Makassar |
| ----------------- | --- | ------------ |
|                   |     |              |

| Đại Liên Shide | 2–0 | Hoàng Anh Gia Lai |
| -------------- | --- | ----------------- |
|                |     |                   |

| PSM Makassar | 2–3 | Krung Thai |
| ------------ | --- | ---------- |
|              |     |            |

| Hoàng Anh Gia Lai | 0–1 | Krung Thai |
| ----------------- | --- | ---------- |
|                   |     |            |

| PSM Makassar | 0–1 | Đại Liên Shide |
| ------------ | --- | -------------- |
|              |     |                |

| Krung Thai | 2–2 | Hoàng Anh Gia Lai |
| ---------- | --- | ----------------- |
|            |     |                   |

| Đại Liên Shide | 2–1 | PSM Makassar |
| -------------- | --- | ------------ |
|                |     |              |

| Đại Liên Shide | 3–1 | Krung Thai |
| -------------- | --- | ---------- |
|                |     |            |

| PSM Makassar | 3–0 | Hoàng Anh Gia Lai |
| ------------ | --- | ----------------- |
|              |     |                   |

| Hoàng Anh Gia Lai | 3–1 | Đại Liên Shide |
| ----------------- | --- | -------------- |
|                   |     |                |

| Krung Thai | 1–2 | PSM Makassar |
| ---------- | --- | ------------ |
|            |     |              |

### Bảng G
| Đội                   | ST | T | H | B | BT | BB | HS  | Đ  |
| --------------------- | -- | - | - | - | -- | -- | --- | -- |
| Seongnam Ilhwa Chunma | 6  | 5 | 0 | 1 | 24 | 4  | +20 | 15 |
| Yokohama F. Marinos   | 6  | 5 | 0 | 1 | 19 | 3  | +16 | 15 |
| Persik Kediri         | 6  | 1 | 1 | 4 | 5  | 27 | −22 | 4  |
| Bình Định             | 6  | 0 | 1 | 5 | 3  | 17 | −14 | 1  |

| Bình Định | 0–3 | Yokohama F. Marinos |
| --------- | --- | ------------------- |
|           |     |                     |

| Persik Kediri | 1–2 | Seongnam Ilhwa Chunma |
| ------------- | --- | --------------------- |
|               |     |                       |

| Yokohama F. Marinos | 4–0 | Persik Kediri |
| ------------------- | --- | ------------- |
|                     |     |               |

| Seongnam Ilhwa Chunma | 2–0 | Bình Định |
| --------------------- | --- | --------- |
|                       |     |           |

| Bình Định | 2–2 | Persik Kediri |
| --------- | --- | ------------- |
|           |     |               |

| Yokohama F. Marinos | 1–2 | Seongnam Ilhwa Chunma |
| ------------------- | --- | --------------------- |
|                     |     |                       |

| Persik Kediri | 1–0 | Bình Định |
| ------------- | --- | --------- |
|               |     |           |

| Seongnam Ilhwa Chunma | 0–1 | Yokohama F. Marinos |
| --------------------- | --- | ------------------- |
|                       |     |                     |

| Yokohama F. Marinos | 6–0 | Bình Định |
| ------------------- | --- | --------- |
|                     |     |           |

| Seongnam Ilhwa Chunma | 15–0 | Persik Kediri |
| --------------------- | ---- | ------------- |
|                       |      |               |

| Persik Kediri | 1–4 | Yokohama F. Marinos |
| ------------- | --- | ------------------- |
|               |     |                     |

| Bình Định | 1–3 | Seongnam Ilhwa Chunma |
| --------- | --- | --------------------- |
|           |     |                       |

## Vòng loại trực tiếp

### Sơ đồ
Bản mẫu:8TeamBracket-2Leg

### Tứ kết
Đội chủ nhà lượt đi được hiển thị đầu tiên. Số bàn thắng của đội chủ nhà lượt đi được hiển thị trong hai lượt.
| Đội 1                 | TTS  | Đội 2                  | Lượt đi | Lượt về |
| --------------------- | ---- | ---------------------- | ------- | ------- |
| Al-Ain                | 1–5  | Jeonbuk Hyundai Motors | 0–1     | 1–4     |
| Đại Liên Shide        | 1–2  | Al-Ittihad             | 1–1     | 0–1     |
| Al-Wahda              | 1–5  | Pakhtakor              | 1–1     | 0–4     |
| Seongnam Ilhwa Chunma | 11–2 | Sharjah                | 6–0     | 5–2     |

#### Lượt đi
| Đại Liên Shide | 1–1 | Al-Ittihad        |
| -------------- | --- | ----------------- |
| Zou Jie 66'    |     | Mario Carević 25' |

| Al-Ain | 0–1 | Jeonbuk Hyundai Motors |
| ------ | --- | ---------------------- |
|        |     | Luís André Gomes 90+3' |

| Seongnam Ilhwa Chunma                                                                              | 6–0 | Sharjah |
| -------------------------------------------------------------------------------------------------- | --- | ------- |
| Kim Do-Hoon 20' · Lee Ki-Hyung 49' · Dudu 52', 65' (ph.đ.) · Do Jae-Joon 81' · Denis Laktionov 89' |     |         |

| Al-Wahda             | 1–1 | Pakhtakor         |
| -------------------- | --- | ----------------- |
| Antonin Koutouan 10' |     | Ildar Magdeev 85' |

#### Lượt về
| Jeonbuk Hyundai Motors                                                           | 4–1 | Al-Ain          |
| -------------------------------------------------------------------------------- | --- | --------------- |
| Nam Kung-Do 53' · Paulo Rink 69' · Luís André Gomes 90+1' · Park Dong-Hyuk 90+3' |     | Rami Yaslam 88' |

Jeonbuk Hyundai Motors thắng với tổng tỉ số 5–1.
| Al-Ittihad | 1–0 | Đại Liên Shide |
| ---------- | --- | -------------- |
| Tukar 68'  |     |                |

Al-Ittihad thắng với tổng tỉ số 2–1.
| Pakhtakor                                                                     | 4–0 | Al-Wahda |
| ----------------------------------------------------------------------------- | --- | -------- |
| Anvarjon Soliev 21' · Vladimir Shishelov 44', 90' · Abdullah Salem 86' (l.n.) |     |          |

Pakhtakor thắng với tổng tỉ số 5–1.
| Sharjah                        | 2–5 | Seongnam Ilhwa Chunma                                               |
| ------------------------------ | --- | ------------------------------------------------------------------- |
| Simba Ndaye 44' · Anderson 66' |     | Dudu 11', 25' · Marcelo 20' · Kim Do-Hoon 32' · Denis Laktionov 74' |

Seongnam Ilhwa Chunma thắng với tổng tỉ số 11–2.

### Bán kết
Đội chủ nhà lượt đi được hiển thị đầu tiên. Số bàn thắng của đội chủ nhà lượt đi được hiển thị trong hai lượt.
| Đội 1                 | TTS | Đội 2                  | Lượt đi | Lượt về |
| --------------------- | --- | ---------------------- | ------- | ------- |
| Al-Ittihad            | 4–3 | Jeonbuk Hyundai Motors | 2–1     | 2–2     |
| Seongnam Ilhwa Chunma | 2–0 | Pakhtakor              | 0–0     | 2–0     |

#### Lượt đi
| Al-Ittihad                | 2–1 | Jeonbuk Hyundai Motors |
| ------------------------- | --- | ---------------------- |
| Noor 27' · Montashari 87' |     | Botti 85'              |

| Seongnam Ilhwa Chunma | 0–0 | Pakhtakor |
| --------------------- | --- | --------- |
|                       |     |           |

#### Lượt về
| Jeonbuk Hyundai Motors     | 2–2 | Al-Ittihad                     |
| -------------------------- | --- | ------------------------------ |
| Paulo Rink 32' · Botti 43' |     | Tcheco 68' (ph.đ.) · Osama 89' |

Al-Ittihad thắng với tổng tỉ số 4–3.
| Pakhtakor | 0–2 | Seongnam Ilhwa Chunma      |
| --------- | --- | -------------------------- |
|           |     | Kim Do-Hoon 37' · Dudu 56' |

Seongnam Ilhwa Chunma thắng với tổng tỉ số 2–0.

### Chung kết
Đội chủ nhà lượt đi được hiển thị đầu tiên.
Số bàn thắng của đội chủ nhà lượt đi được hiển thị trong hai lượt.
| Đội 1      | TTS | Đội 2                 | Lượt đi | Lượt về |
| ---------- | --- | --------------------- | ------- | ------- |
| Al-Ittihad | 6–3 | Seongnam Ilhwa Chunma | 1–3     | 5–0     |

#### Lượt đi
| Al-Ittihad | 1–3 | Seongnam Ilhwa Chunma                                      |
| ---------- | --- | ---------------------------------------------------------- |
| Tukar 28'  |     | Denis Laktionov 26' · Kim Do-Hoon 80' · Jang Hak-Young 88' |

#### Lượt về
| Seongnam Ilhwa Chunma | 0–5 | Al-Ittihad                                                |
| --------------------- | --- | --------------------------------------------------------- |
|                       |     | Tukar 29' · Idris 45+4' · Noor 56', 78' · Abushgeer 90+5' |

Al-Ittihad thắng với tổng tỉ số 6–3.